# Махасава
Махасава (д/н — 1360) — раджа-ді-раджа Чампи в 1342–1360 роках. У в'єтнамських джерелах відомий як Ча Хоа Боде та Мага Чахао.

## Життєпис
Походження достеменно не відоме. Був швагером раджа-і-раджи Джая Ананди, після смерті якого 1336 року вступив у протистояння з його спадкоємцем Джамо (Те Мо). Війна тривала до 1342 року, коли зрештою Махасава переміг, а Джамо втік до Дайв'єту.
1353 року дайв'єтський імператор Чан Зу Тонг відправив свої війська для встановлення Джамо на троні Чампи. Втім в битві біля Колия (в сучасній провінції Куангнгай) Махасава завдав ворогові поразки. За цим війська Чампи захопили регіон Тьуанхоа. Проте зайняти провінцію Хоачау не вдалося.
За різними версіями 1360 року помер власною смертю або був повалений родичем По Бінасуором.